# JBrout
JBrout est un logiciel libre de gestion de photos au format JPEG.
Il est conçu en Python, son interface repose sur GTK+ et est extensible. À compter de la version 0.3 du logiciel, la manipulation des métadonnées est effectuée grâce à la bibliothèque exiv2.
Créé en 2002 par Marc Lentz (alias manatlan), il est multiplate-forme (GNU/Linux et Windows) et se distingue par la possibilité, à travers une interface simple, d'associer des mots-clés aux photos (des tags IPTC) et d'effectuer des recherches poussées sur ces mots-clés.
Le logiciel permet de naviguer :
- par album (fonction similaire à un explorateur de fichiers),
- par tag (que l'on peut créer et classer par catégories/sous-catégories),
- ou par période (en utilisant les données EXIF, jBrout les classe par jour/mois).

De nombreuses fonctions sont intégrées au logiciel, de telle sorte qu'il est possible :
- d'effectuer des rotations de photo sans perte,
- d'utiliser et modifier les informations EXIF,
- de créer une galerie HTML,
- d'exporter des photos sur un compte Flickr ou Picasa Web Album,
- de modifier les photos sélectionnées avec un autre programme,
- ou d'utiliser un système de panier pour sélectionner les images.

## Les avantages de JBrout
- Les mots-clé sont stockés dans les photos (en utilisant les métadonnées IPTC), ce qui en facilite l'échange : quand on envoie une photo, on envoie aussi les mots-clé associés. Cette façon de stocker l'information offre une certaine pérennité des données puisque les mots-clé ne dépendent pas d'un fichier externe.
- JBrout utilise les vignettes (photo miniature) contenues dans la photo (informations EXIF), ce qui évite de créer des fichiers superflus sans perdre l'avantage d'une certaine rapidité d'affichage des aperçus.
- JBrout est capable de gérer une grande collection de photos, et ce de façon très rapide.

## Les restrictions de JBrout
- JBrout ne gère pour l'instant que le format JPEG, format couramment utilisé par les appareils photos numériques.